# Schizaea incurvata
Schizaea incurvata är en ormbunkeart som beskrevs av Christian Schkuhr. Schizaea incurvata ingår i släktet Schizaea och familjen Schizaeaceae. Inga underarter finns listade.